# Società Canottieri Timavo
La Società Canottieri Timavo è una società polisportiva di Monfalcone, in Friuli-Venezia Giulia.

## Storia
La società fu fondata il 20 settembre 1920 per mano di Umberto Sanzin. Nei campionati europei di canottaggio 1949 di Amsterdam l'equipaggio del quattro con dell'Italia, formato da quattro atleti della Timavo (Bobig, Delise, Giurissa, Tagliapietra) più il timoniere (Suzzi), vinse la medaglia d'oro.